# Katarzyna Woźniaková
Katarzyna Bronisława Woźniaková (* 5. října 1989 Varšava) je polská rychlobruslařka.
Jako juniorka startovala na prvním mezinárodní závodě v roce 2004, v roce 2007 se poprvé zúčastnila Mistrovství světa juniorů (22. místo ve víceboji, 10. místo ve stíhacím závodě družstev). O rok později byla juniorském šampionátu sedmá a v roce 2009 získala ve víceboji bronzovou medaili. Roku 2008 debutovala v závodech Světového poháru. Na Mistrovství Evropy 2010 byla patnáctá, startovala na Zimních olympijských hrách 2010, kde se v závodě na 1000 m umístila na 28. místě a ve stíhacím závodě družstev získala s polským týmem bronzovou medaili. V téže disciplíně pomohla vybojovat bronz i na Mistrovství světa na jednotlivých tratích 2012. Z Akademického mistrovství světa 2012 si přivezla bronzovou medaili ze závodu na 1500 m. Zúčastnila se Zimních olympijských her 2014, kde se v závodě na 5000 m umístila na 15. místě a ve stíhacím závodě družstev získala stříbrnou medaili.